# Mănăstirea Dealu Mare
Mănăstirea Dealu Mare este o mănăstire ortodoxă din România situată în comuna Borăscu, județul Gorj.

## Geografia
Este situată la 9 km de Mănăstirea Sfânta Treime (Strâmba).

## Istorie
Pe placa care descrie istoricul Mănăstirii Dealul Mare scrie: 
„Sfânta Mănăstire 'Dealul Mare', aparține comunei Borăscu și se află la 65 km de Târgu-Jiu, spre Filiași, la vest de satul Gârbovu, comuna Turceni, în vârful culmii Dealul Mare, denumită popular 'Cioaca lui Surcel'.

Ca un străjer la granița dintre cele două comune, înconjurată de păduri seculare, veghează asupra împrejurimilor ocrotindu-le, iradiind duh de liniște și de pace din mireasma rugăciunilor ce se înalță zi și noapte spre slava cerească.
Este ctitoria vrednicului de amintire Constantin Săvoiu, membru al Divanul Divanului ad-hoc, care a votat Unirea de la 1859 și senator al județului Mehedinți. A decedat în exil la Viena în 1878, iar trupul neînsuflețit a fost adus în țară; se află în racla din cavoul de sub sfântul lăcaș, împreună cu osemintele altor membri ai familiei.
Constantin Săvoiu a ctitorit sapte biserici, printre care si Biserica Sfinții Împărați Constantin și Elena din Târgu-Jiu, precum și Școala nr. 8 din acest municipiu, rămânându-i vie amintirea în memoria urmașilor, și mai mult numele lui este scris în ceruri ca ctitor de lăcașuri sfinte.
Mănăstirea are două hramuri:
- Adormirea Maicii Domnului (15 august) și
- Sfinții Împărați Constantin și Elena (21 mai).

Datorită vitregiilor timpului, în 1962 mănăstirea a fost închisă, iar ultimii monahi viețuitori au fost nevoiți să plece la alte mănăstiri.
Prin stăruința descendentului Constantin Lafcovici 'Moșulică', fiul doamnei Magdalena Mihail Săvoiu, ajutat de preotul paroh Marin Matacă din Gârbov, s-au mai oficiat slujbe din când în când la această mănăstire (începând din 21 mai 1977).
Timp de 30 ani (1962-1992), Mănăstirea Dealul Mare ajunsese într-o stare jalnică, de umilire.
De la 1 februarie 1992 Sfânta Mitropolie a Olteniei a redeschis acest lăcaș monahal cu viețuitoare de la Mănăstirea Sfânta Treime din Strâmba-Jiu. Totodată au început lucrările de reconstrucție a caselor ruinate, de consolidare a bisericii, ce cuprindea numai altarul și naosul, precum și construcția pronaosului și pridvorul, lucrări ce s-au executat până în anul 2001.
Biserica a avut inițial plan treflat (cruce greacă) cu trei apside, în cea din mijloc fiind altarul, iar naosul, cuprins între celelalte două, susține în spațiul central, calota turlei octogonale, cu ancadramentele ferestrelor în arcade.
Genul arhitectural și pictura aparțin stilului clasic italian, iar cel care a realizat decorațiunile interioare este renumitul pictor bănățean Nicolae Popescu, din Timișoara, pe care Constantin Săvoiu îl cunoscuse la Viena, când pictorul studia la Theresianum.
În următorii ani se intenționează pictarea întregii biserici în stil bizantin, precum și construcția noului corp de chilii.
Toate aceste lucrări vor face din Mănastirea Dealul Mare o încântătoare așezare monahală, care pe drept cuvânt ar putea fi numită 'micul Tabor românesc'.
15 august 2006
Stareță: Monahia Pahomia Pascu ”

## Galerie de imagini

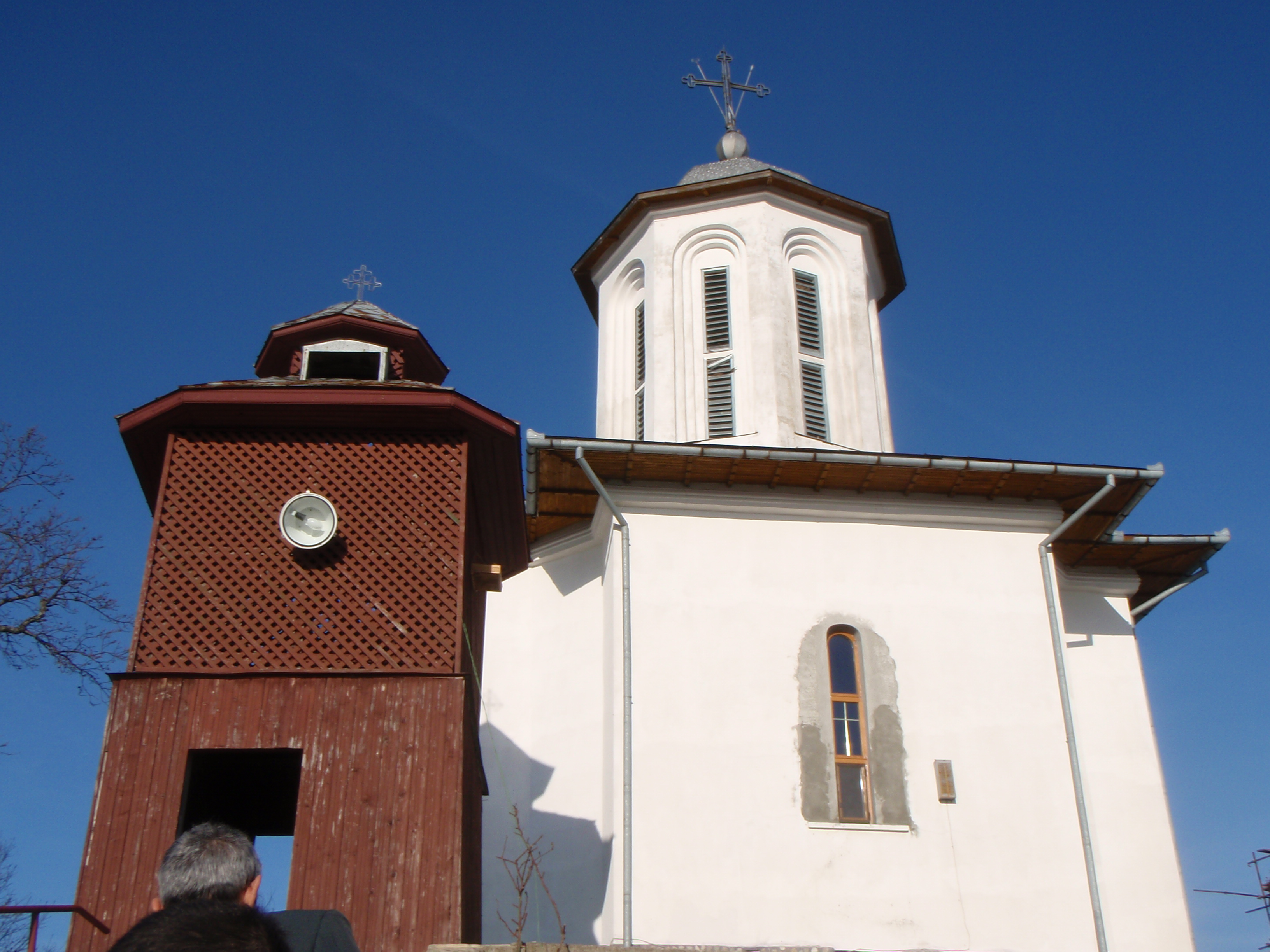
Biserica şi clopotniţa
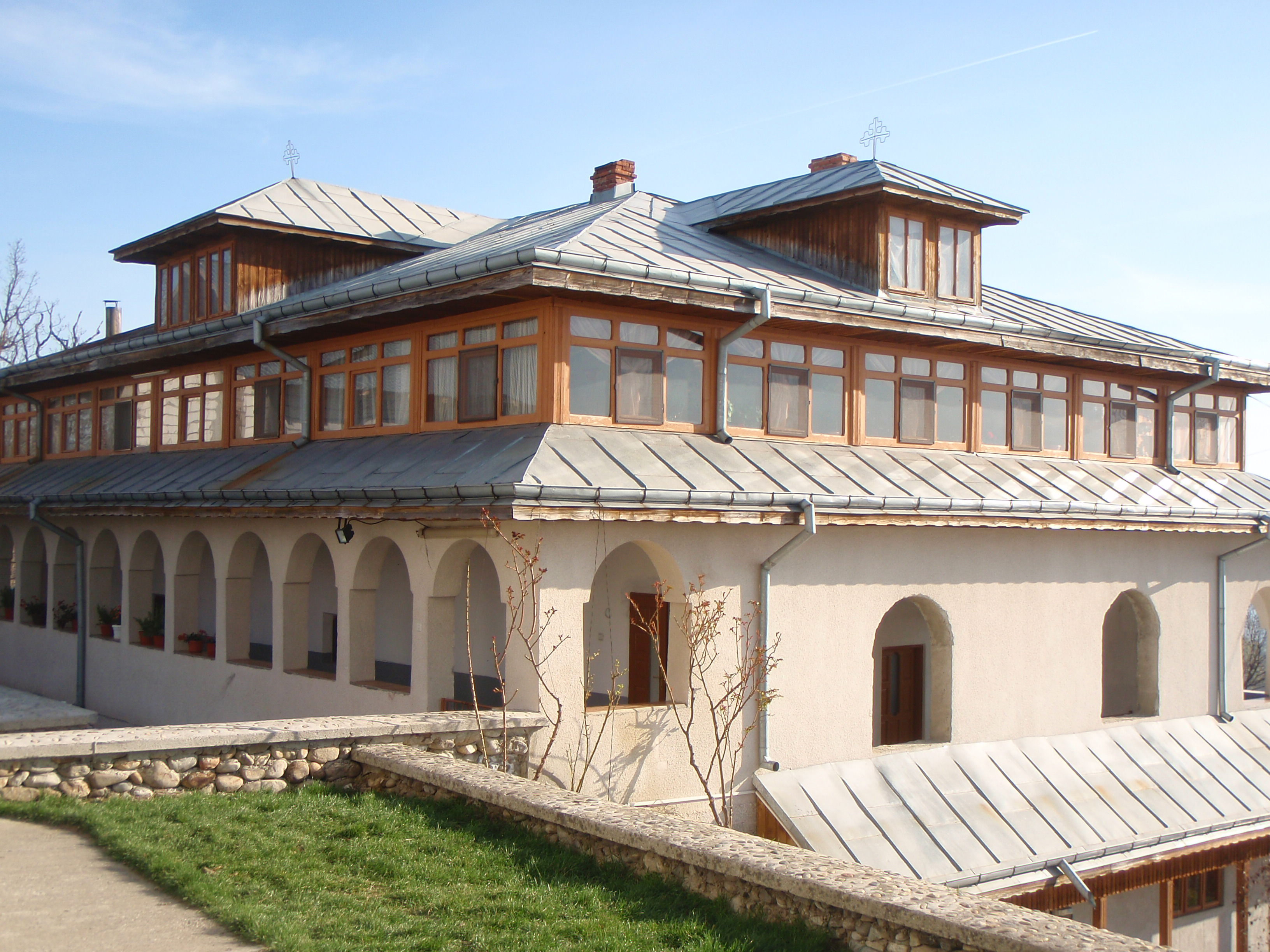
Corpul de chilii
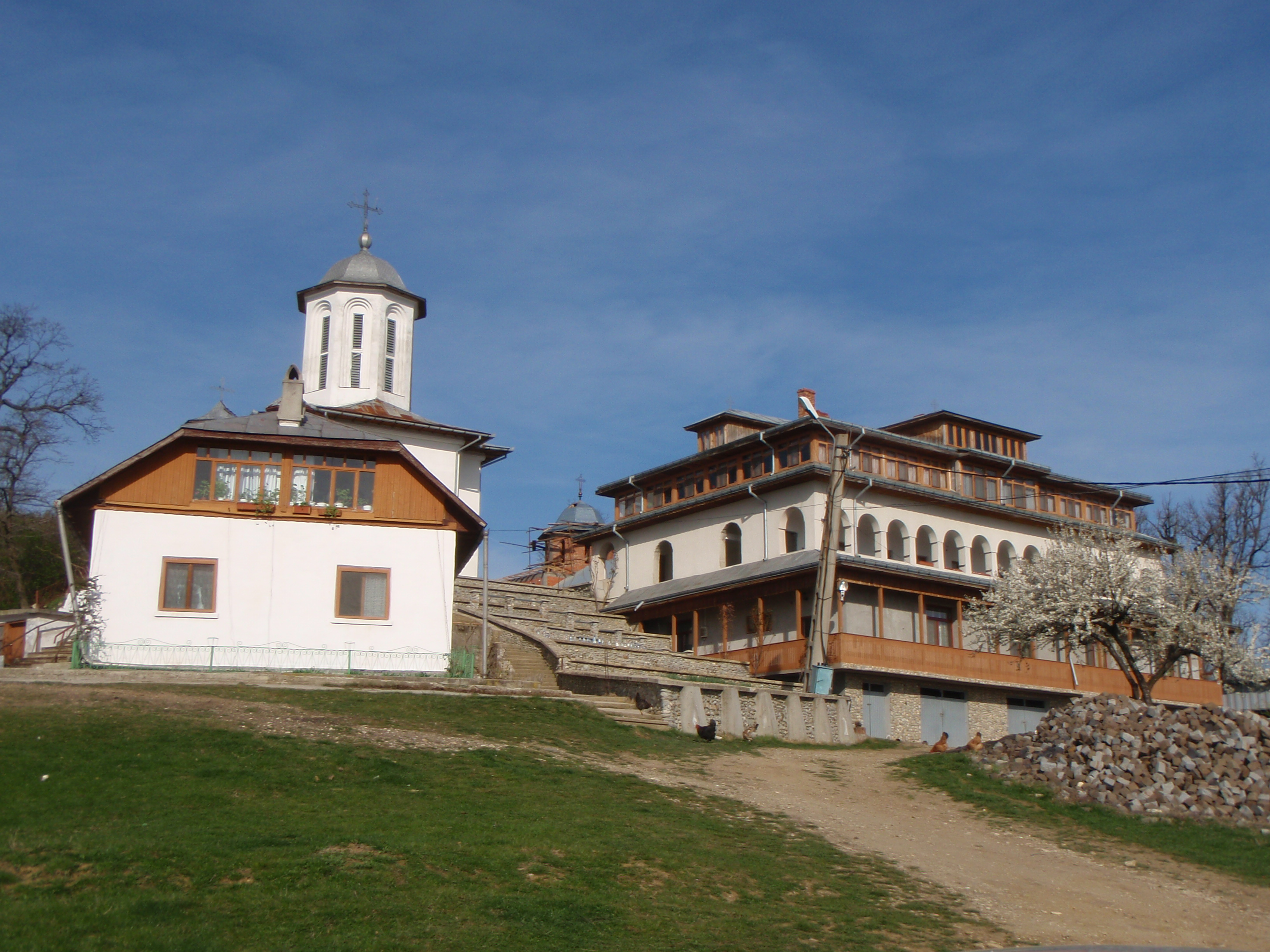
Vedere de ansamblu
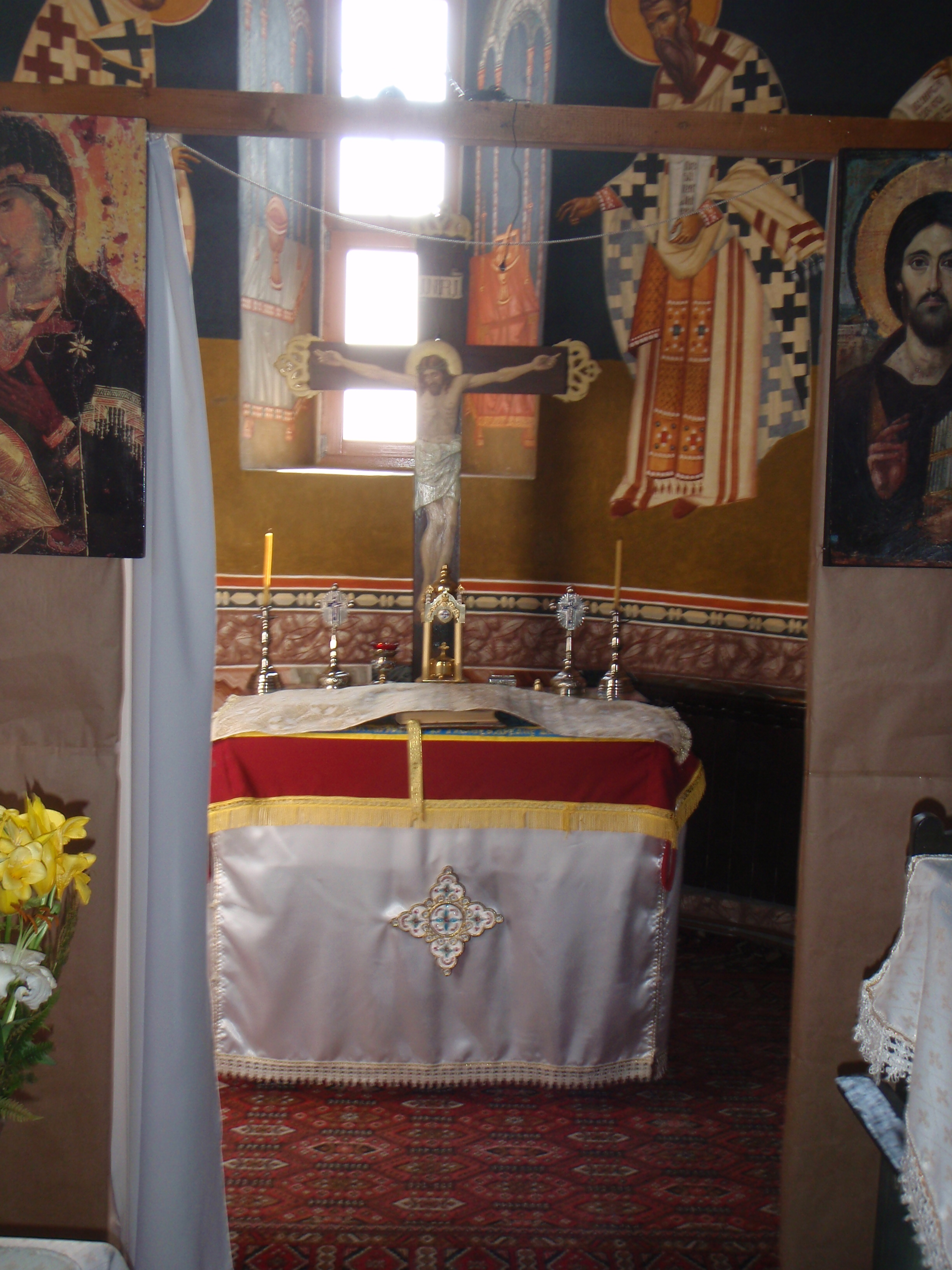
Interior: vedere înspre altar
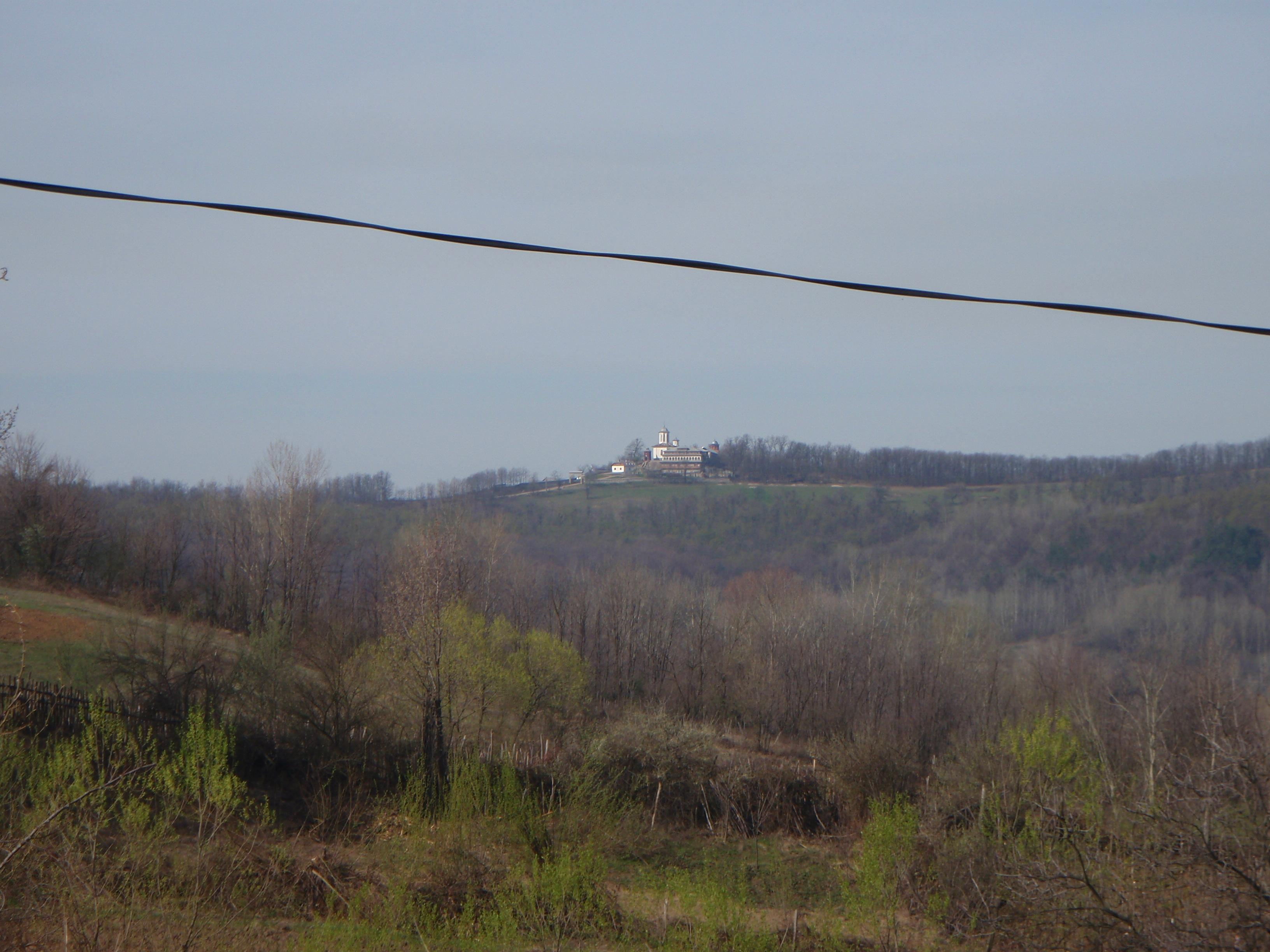
Vedere Mănăstirea Dealu Mare
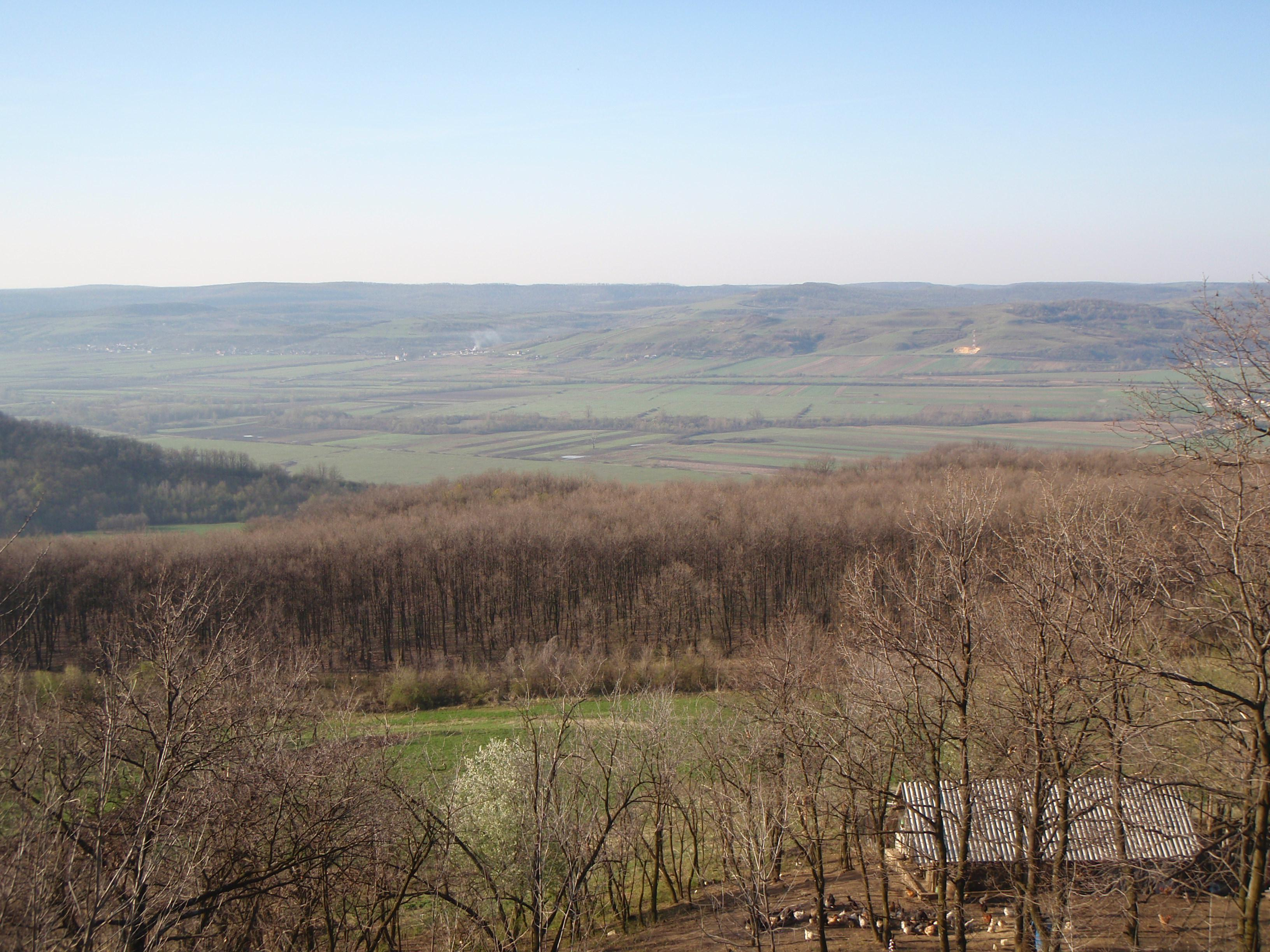
Panorama de la mănăstire
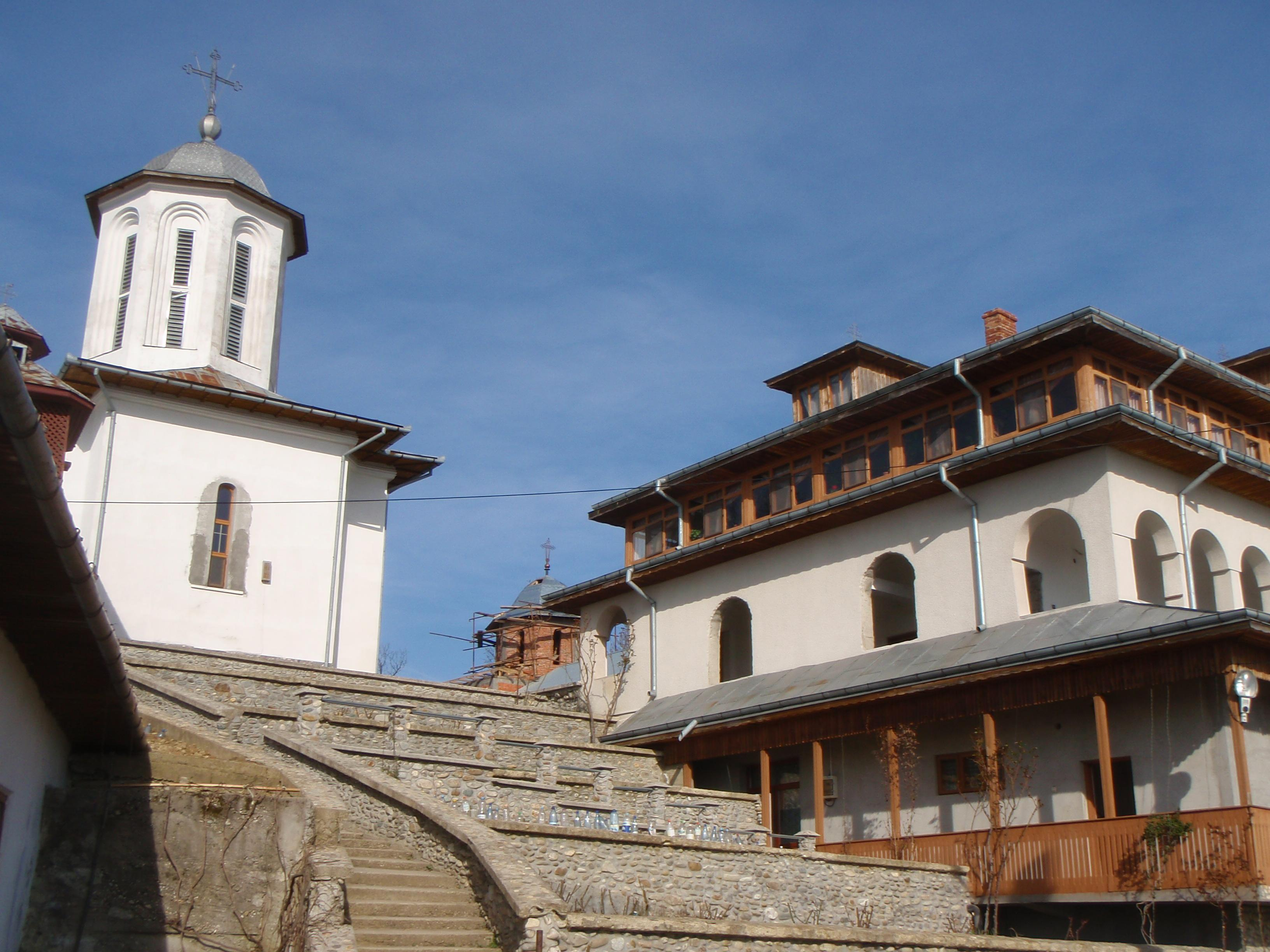
Biserica
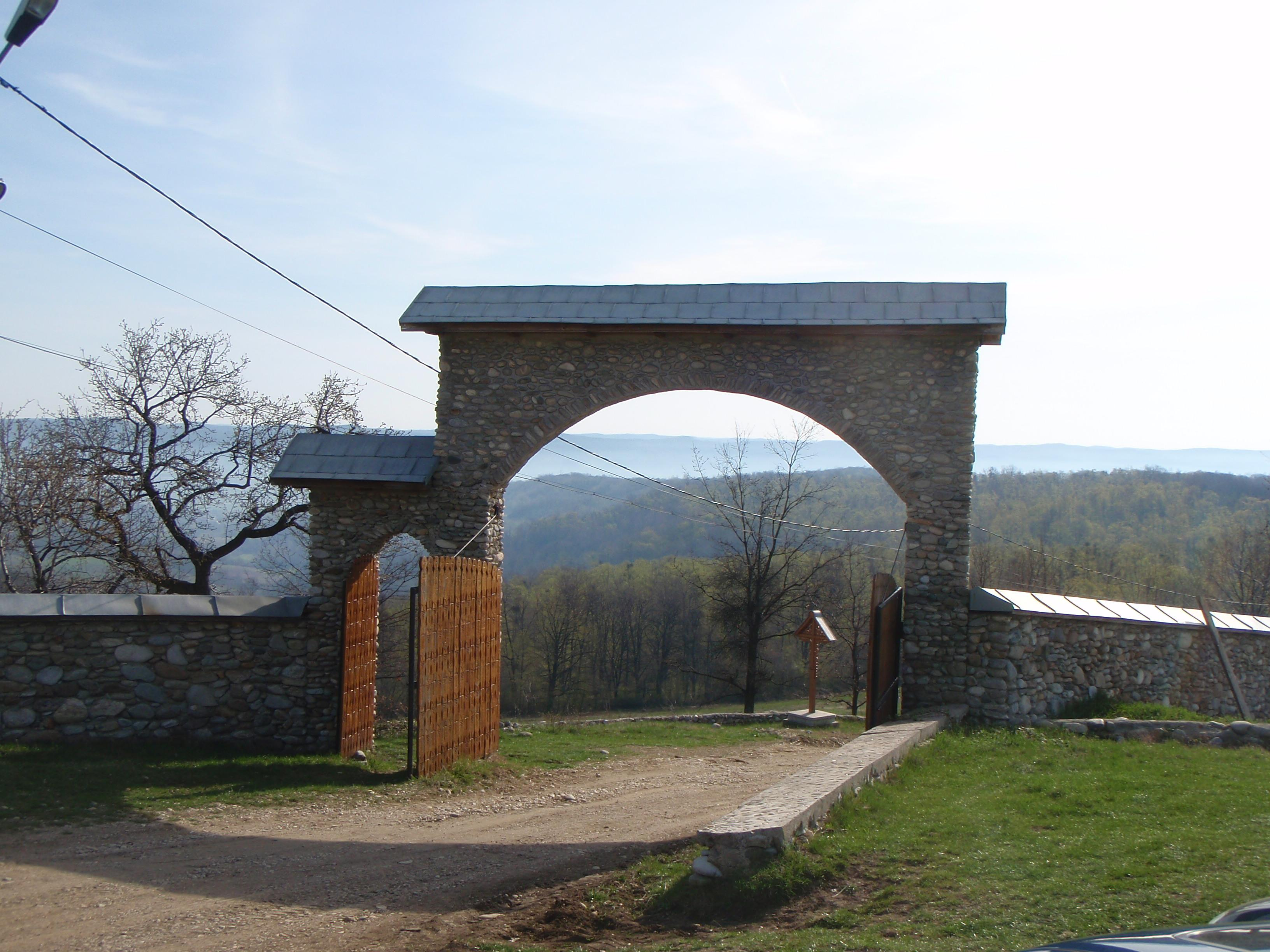
Poarta